# Matanza de Soria
Matanza de Soria ist ein kleines Dorf mit nur noch etwa 40 Einwohnern in der nordspanischen Provinz Soria, das verwaltungsmäßig zur Gemeinde (municipio) San Esteban de Gormaz gehört.

## Lage
Das Dorf Matanza de Soria liegt auf etwa 915 Metern Höhe ü. d. M. im Westen der Provinz Soria. Die Entfernung nach San Esteban de Gormaz beträgt etwa acht Kilometer (Fahrtstrecke) in südlicher Richtung; die Provinzhauptstadt Soria ist etwa 80 Kilometer in nordöstlicher Richtung entfernt.

## Bevölkerungsentwicklung
Hatte der Ort im Jahr 1879 noch 225 Einwohner und waren es im Jahr 1981 noch 116, so sind es derzeit nur noch etwa 40.

## Wirtschaft
Die Einwohner von Matanza lebten jahrhundertelang im Wesentlichen vom Getreideanbau; die Viehzucht, d. h. die Milch- und Käsewirtschaft spielte nur eine untergeordnete Rolle. In den letzten Jahrzehnten ist der Tourismus (Tagesausflügler und Vermietung von Ferienwohnungen) als Einnahmequelle des kleinen Ortes hinzugekommen.

## Geschichte
Einer Legende zufolge geht die Gründung des Ortes auf Christen zurück, die sich hier dem maurischen Feldherrn Almansor bei seiner Rückkehr von einem seiner Feldzüge in den christlichen Norden in den Weg stellten und ihm eine blutige Schlacht (matanza) lieferten.

## Sehenswürdigkeiten

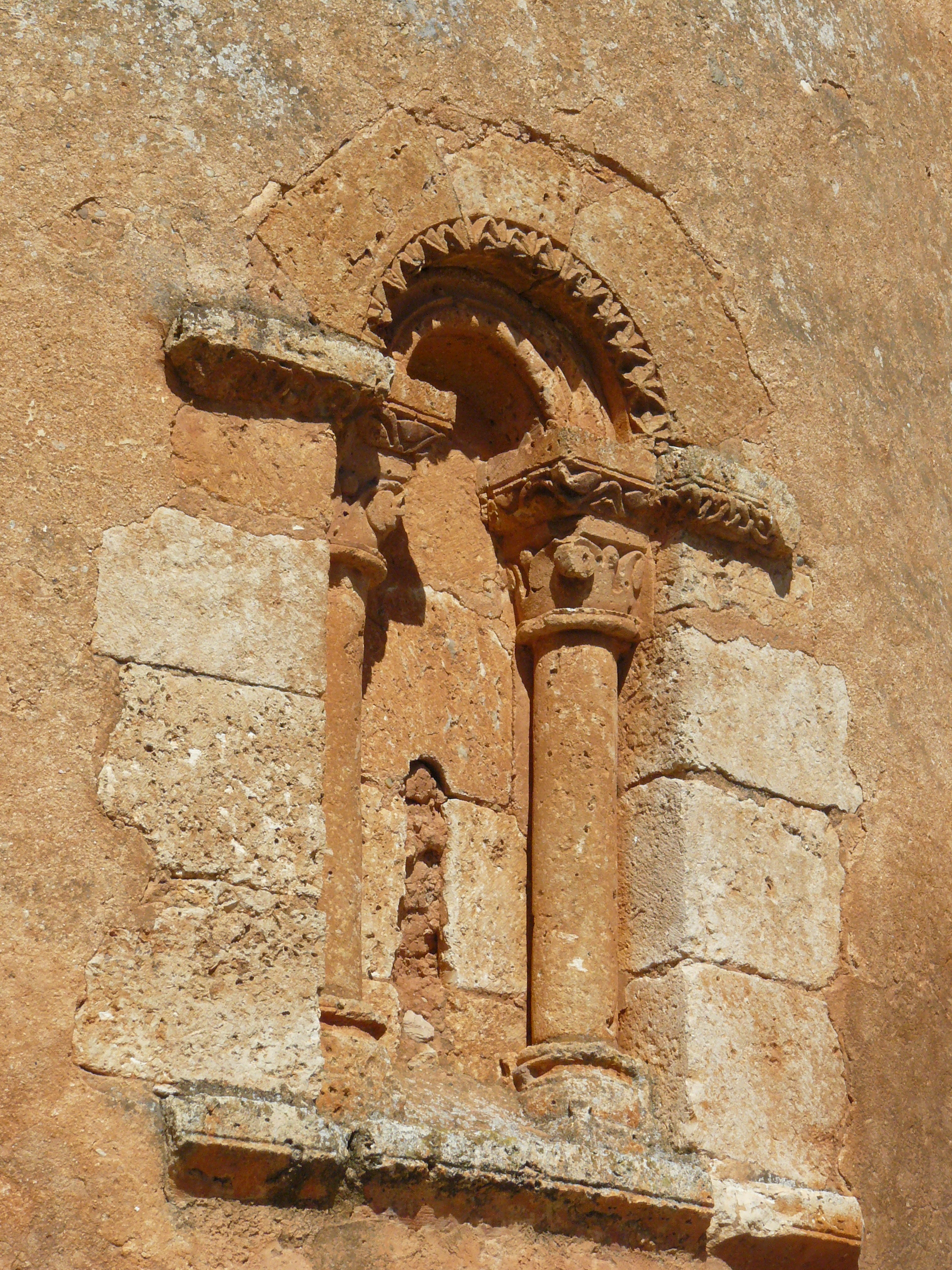
Apsisfenster

- Die spätromanische Pfarrkirche San Juan Bautista zeigt bereits frühgotische Einflüsse. Sie wurde im Lauf ihrer Geschichte vor allem durch den Anbau von Seitenkapellen immer wieder verändert – nur die romanische Apsis mit ihrem schmalen zugemauerten Fenster und einem Konsolenfries unter der Dachtraufe sowie Teile der Außenwände entsprechen noch dem Originalzustand. In der Apsis befindet sich ein einfaches barockes Altarretabel; in den Seitenkapellen stehen weitere Altarretabel – eines mit gedrehten Salomonischen Säulen im spätbarocken churrigueresken Stil, ein anderes mit auf der Spitze stehenden obeliskartigen Pilastern aus derselben Zeit.
- Die Einsiedlerkirche Ermita de la Virgen de la Guía steht mitten im Ort.
- Einige wenige Kellerbauten (bodegas), in denen früher Wein und andere Lebensmittel kühl gelagert wurden, sind noch erhalten.